# Guzmán Guillermo
Guzmán Guillermo est l'une des sept paroisses civiles de la municipalité de Miranda dans l'État de Falcón au Venezuela. Sa capitale est La Negrita.

## Géographie

### Hydrographie
Au centre nord du territoire se trouve le réservoir d'El Isiro ((Embalse El Isiro, en espganol).

### Démographie
Hormis sa capitale La Negrita, la paroisse civile abrite un plusieurs localités, dont :
- Arenales
- Guate
- La Chapa
- La Ciénaga
- La Negrita
- La Toma
- Los Quemados
- Macuquita
- Santa María de la Sierra
- Zambrano